# Puerto Vivas (Venezuela)
Pour les articles homonymes, voir Puerto Vivas.
Puerto Vivas est la capitale de la paroisse civile de Puerto Vivas de la municipalité d'Andrés Eloy Blanco dans l'État de Barinas au Venezuela.